# Alexander Wolfe
Axel Tischer (Dresden, Oost-Duitsland, 5 november 1986) is een Duits professioneel worstelaar die vooral bekend is van zijn tijd bij de Amerikaanse worstelorganisatie WWE en de Duitse worstelorganisatie Westside Xtreme Wrestling (wXw).
Tischer werkte in het onafhankelijk circuit in Europa. Gedurende deze tijd, was hij best bekend bij Westside Xtreme Wrestling (wXw), waar hij eenvoudig wXw Unified World Wrestling Champion en tweevoudig wXw Shotgun Champion is, waarvan de eerste die hij won bij een wXw Fans Appreciation Weekend op 12 augustus 2012.
Na zijn tijd in wXw, ging Tischer naar WWE en werd verwezen naar WWE's NXT brand (merk), waar hij debuteerde als lid van de Sanity stable. Hij won samen met Eric Young één keer het NXT Tag Team Championship bij het evenement NXT TakeOver: Brooklyn III.

## Prestaties
- East Side Wrestling
  - ESW Deutsche Meisterschaft Championship (1 keer)[5]
- German Stampede Wrestling
  - GSW Breakthrough Championship (1 keer)[5]
  - GSW Tag Team Championship (1 keer) – met Ivan Kiev[5]
- German Wrestling Federation
  - GWF Berlin Championship (1 keer)[5]
- Pro Wrestling Illustrated
  - Gerangschikt op nummer 127 van de top 500 singles worstelaars in de PWI 500 in 2018[6]
- Westside Xtreme Wrestling
  - wXw Shotgun Championship (2 keer)[5]
  - wXw Unified World Wrestling Championship (1 keer)[5]
- WWE
  - NXT Tag Team Championship (1 keer) – met Eric Young[5]
  - NXT Year-End Award (1 keer)
    - Tag Team of the Year (2017) – met Eric Young en Killian Dain als Sanity[7]